# Йозеф Позіпаль
Йозеф Позіпаль (нім. Josef Posipal; 20 червня 1927, Лугож — 21 лютого 1997, Гамбург) — західнонімецький футболіст, що грав на позиції півзахисника.
Виступав, зокрема, за клуб «Гамбург», а також національну збірну ФРН, у складі якої став чемпіоном світу 1954 року.

## Клубна кар'єра
Народився в румунському місті Лугож в етнічній німецькій родині, але прожив більшу частину свого життя у ФРН, оскільки у віці 16 з родиною переїхав до Німеччини.
В юності він займався плаванням і легкою атлетикою, як і гандболом. У 1949 він почав професійну кар'єру футболіста, потрапивши в клуб «Гамбург». Наставник гамбургців Георг Кнепфле шукав форварда, але незабаром виявив, що Позіпаль був сильний і в захисті, після чого перекваліфікував Йозефа в півзахисники. Більшість часу, проведеного у складі «Гамбурга», був основним гравцем команди. Завершив професійну кар'єру футболіста виступами за команду «Гамбург» у 1959 році.

## Виступи за збірну
У 1950 році тренер національної збірної ФРН Зепп Гербергер мав намір запросити Позіпаля в команду для першої міжнародної гри ФРН після Другої світової війни, але чиновники дізналися, що у Позіпаля немає німецького громадянства. Тільки в 1951 році Позіпаль отримав німецьке громадянство і дебютував у міжнародній грі проти збірної Туреччини у Берліні.
У жовтні 1953 він був запрошений представляти Європу в грі проти збірної Англії на Вемблі.
Наступного року у складі збірної ФРН був учасником чемпіонату світу 1954 року у Швейцарії, здобувши того року титул чемпіона світу.
Під час першого раунду Позіпаль отримав травму і замість нього перед чвертьфіналом проти Югославії грав Вернер Лібріх. До півфіналу Позіпаль відновився і вийшов у складі проти австрійців, проте за підсумками вдалої гри Лібріха Позіпаля поставили на правий фланг. Незважаючи на нову позицію, і в півфіналі, і в фіналі Позіпаль зіграв блискуче і заслужив чемпіонське звання. У наступні роки Лібріх і Позіпаль закріпили за собою позиції центрального півзахисника і правого захисника відповідно. 
Протягом кар'єри у національній команді, яка тривала 6 років, Йозеф провів у формі головної команди країни 32 матчі, забивши 1 гол.

## Особисте життя
Був одружений і мав двох синів. Пеер Позіпаль, його син, був професійним футболістом і виступав в команді Бундесліги «Айнтрахт» (Брауншвейг)..
Помер 21 лютого 1997 року на 70-му році життя у місті Гамбург від зупинки серця.

## Титули і досягнення
- Чемпіон світу: 1954